# Philodromus insulanus
Philodromus insulanus là một loài nhện trong họ Philodromidae.
Loài này thuộc chi Philodromus. Philodromus insulanus được Wladislaus Kulczynski miêu tả năm 1905.